# Mit der Tür ins Haus

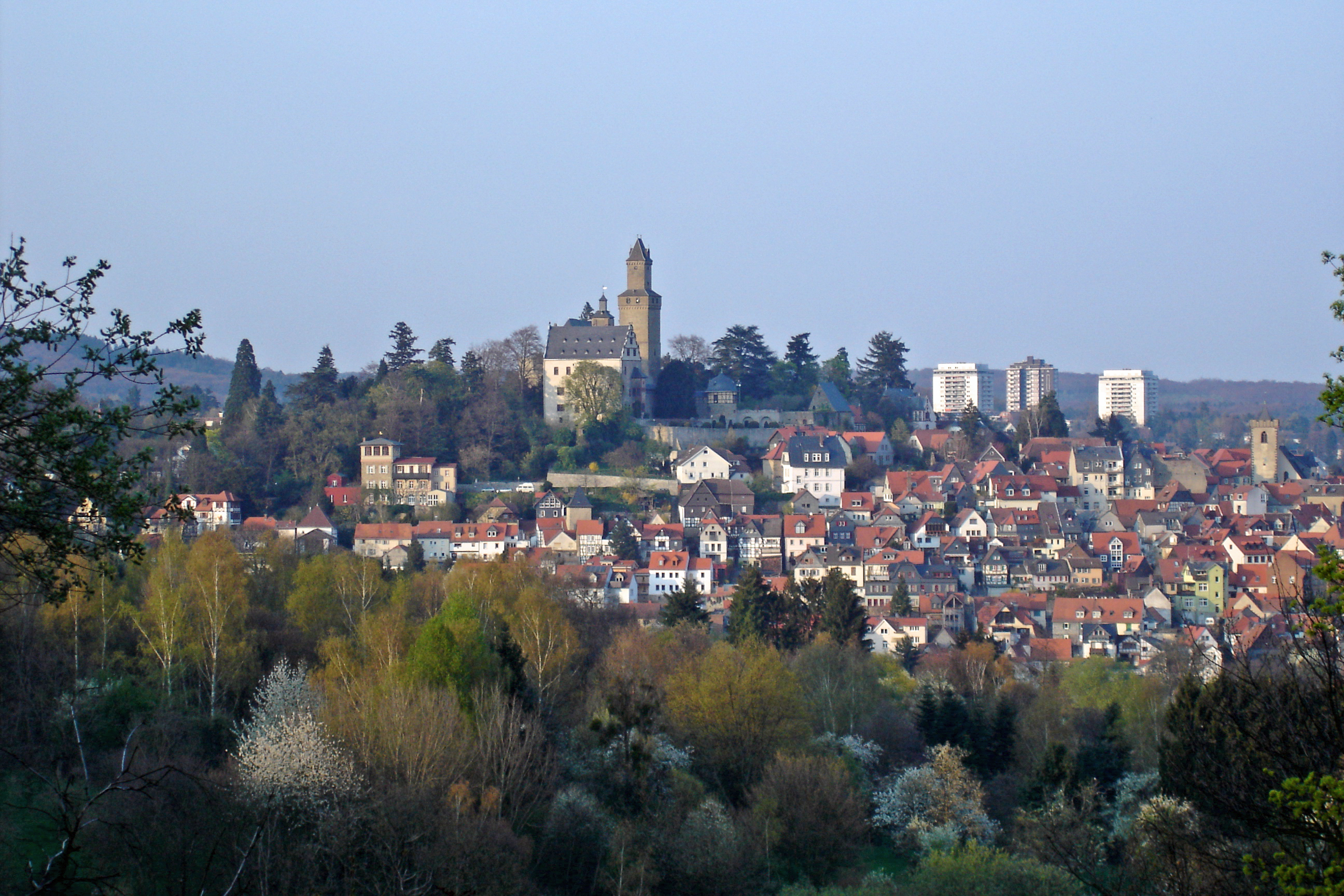
Kronberg im Taunus war einer der Hauptdrehorte des Films

Mit der Tür ins Haus ist eine deutsche Tragikomödie von Karola Meeder aus dem Jahr 2019. In der Hauptrolle spielt Chiara Schoras eine alleinerziehende Mutter, die zu ihrem Geburtstag plötzlich und unerwartet von ihren Eltern besucht wird, die nicht wieder abreisen möchten. Im Fernsehprogramm wurde der Film erstmals am 2. Mai 2019 im ZDF ausgestrahlt.

## Handlung
Nora ist alleinerziehende Mutter und lebt mit ihrem Teenagersohn Linus in ihrem früheren Elternhaus in der Nähe von Frankfurt am Main. Nora arbeitet in einem Reisebüro, sie kümmert sich um ihre Freunde und hilft dem lokalen Fußballfanclub der Eintracht. Als ihr Geburtstag vor der Tür steht und bei Nora wieder einiges schiefgeht, stehen auf einmal unerwartet ihre Eltern vor der Tür. Diese sind vor Jahren nach Island ausgewandert und haben dort eine Pension aufgemacht.
Was sich zunächst noch als kurzer Geburtstagsbesuch darstellt, entwickelt sich für Nora langsam zu einem bedeutenden Stressfaktor. Noras Tagesablauf wird gehörig auf den Kopf gestellt. So beginnt ihre Mutter damit, Sachen im Haushalt so umzuräumen, wie sie es gern möchte. Sie kocht ihre isländischen Gerichte, durch die Eindringlinge gibt es am Morgen eine Schlange vor dem Bad und Nora muss auf der Couch schlafen. Eine baldige Abreise der Eltern ist nicht in Sicht. Entspannung soll nun ein Massagegeschenk von Noras Freundin Feli bringen, doch stattdessen steht plötzlich Khalid – eine Urlaubsaffäre von Feli – vor der Tür. Felis Mann darf nichts davon erfahren, sodass Nora auch noch ihn aufnehmen muss. Dazu kommen auch Spannungen mit Linus, der in Nora eine strenge Mutter sieht, die sich immer an Regeln hält und ihm alles verbietet.
Linus versteht sich ganz gut mit Khalid, sodass beide sogar zum Burgfest fahren, was Nora Linus verboten hatte. Nora fährt den beiden nach, Khalid kann sie zum Tanzen überreden und es kommt zu einem ersten Kuss. Nach der Rückkehr kommt es zum Streit mit Noras Eltern, die ihrer Tochter vorwerfen, sie möchte sie loswerden, obwohl sie hier kostenlos wohnen dürfe. Nora versucht ihre Eltern durch den Einsatz von Ungeziefer und einem stinkenden Fisch aus dem Haus zu vertreiben, was schließlich dazu führt, dass ihre Eltern bei einer Nachbarin unterkommen. Linus beschließt schließlich zu seinem Vater zu ziehen. Es stellt sich schließlich heraus, dass Noras Eltern in Island pleitegegangen sind und ihr Vater Wolfgang jetzt eine Hypothek auf das Haus aufgenommen hat.
Nora findet beim Aufräumen Tabletten ihres Vaters, die darauf hindeuten, dass er an einer Lewy-Körper-Demenz leidet. Dies führt schließlich zu einer Aussprache mit der Mutter. Dies erklärt auch, warum Noras Vater oft umherirrt und Sachen sieht, die nicht da sind. Als Wolfgang verschwunden ist, finden Nora und Khalid ihn bei den Klippen, die er wie seine Westentasche kennt. Sie bringen ihn in die Klinik und er sagt ihnen, dass er für sich und seine Frau eine kleine Wohnung mit Pflegedienst organisiert hat.
Nora und Khalid sind mittlerweile ein richtiges Paar, als es plötzlich an der Tür klingelt und Khalids Eltern davor stehen.

## Produktion
Der Film wurde vom 3. September 2018 bis zum 2. Oktober 2018 gedreht. Drehorte waren Frankfurt am Main und Kronberg im Taunus, wo unter anderem auf dem Berliner Platz, dem Ernst-Schneider-Platz in Schönberg, in der Stadtbücherei und auf der Burg gedreht wurde.

## Soundtrack
Für den Soundtrack wurden unter anderem folgende Songs verwendet:
- David Bowie (Modern Love)
- Bombay Bicycle Club (Shuffle, Feel)
- Bee Gees (You Should Be Dancing)
- Queen (Doing Alright)
- Wir sind Helden (Gekommen um zu bleiben)
- Beck (Morning)
- Queen & David Bowie (Under Pressure)

## Rezeption

### Kritiken
Das Lexikon des internationalen Films kommt in seiner Besprechung auf insgesamt 1 von 5 Sternen. Der Film sei eine „[f]lache Komödie mit infantilem Klamauk und oberflächlich gezeichneten Figuren. Der zeitweilige Versuch, die Handlung in dramatischere Bahnen zu lenken, scheitert dabei ebenso wie die aufgesetzte Munterkeit“.
Tilmann P. Gangloff gibt dem Film in seiner Besprechung auf tittelbach.tv insgesamt 3,5 von 6 Sternen. Das Drehbuch stammt von Sandra Lüpkes und Jürgen Kehrer, die vor allem für die Wilsberg-Reihe tätig waren. Dass ihnen Genremischungen liegen, sehe man auch hier, wo Drama und Komödie verbunden würden. Allerdings sei nicht alles in dem Film lustig oder nicht so lustig wie erhofft. Hierzu zählt der Kritiker die digitale Sprechassistentin „Alara“ oder die eingesetzten Maßnahmen, um die Eltern wieder zu vertreiben. Mit der Krankheit und zunehmenden Pflegebedürftigkeit des Vaters werde hingegen ein ernstes Thema angeschnitten. Hansjürgen Hürrig spiele die Szenen sehr anrührend, auf billige Demenz-Scherze verzichte der Film weitgehend. Sein Fazit: Karola Meeder habe „die kurzweilige Geschichte im guten Sinne routiniert inszeniert. Außerdem macht es Spaß, nicht minder erfahrenen Akteuren wie Chiara Schoras und Hansjürgen Hürrig zuzuschauen“.

### Einschaltquote
Bei seiner Erstausstrahlung im ZDF am 2. Mai 2019 sahen 4,30 Millionen Zuschauer den Film. Dies entsprach einem Marktanteil von 14,3 %.